# Skalní kaple u Kunratic
Skalní kaple u Kunratic je v pískovci vytesaný objekt lesní kaple na území obce Kunratice u Cvikova na Českolipsku v Libereckém kraji. Kaple, která se nachází v malém skalním městě, označovaném  jako „Kunratické Švýcarsko“, je přístupná z vyznačené turistické trasy mezi Kunraticemi a Drnovcem, který je částí města Cvikov v Libereckém kraji.

## Popis útvaru
Kaple byla vytesána kunratickým rodákem, sedlákem a běličem Franzem Hüllem v pískovci z jednoho kusu ve tvaru antického chrámku. V tympanonu jsou vytesány letopočty 1834 a 1934, tím druhým byl rok slavnostního vysvěcení renovované kaple místním Horským spolkem. V kapličce se původně nacházela ze dřeva vyřezávaná soška Panny Marie Bolestné. Později tam byl umístěn obraz Madony doprovázený v pozadí motivem ztroskotané lodi. Obraz do kapličky věnoval z vděčnosti za svoji záchranu Josef Bundesmann poté, co přežil bouři, do níž se dostal na jedné ze svých obchodních cest do Ameriky. V roce 1934 byla kaple zrenovována u příležitosti výročí její stoleté existence. Renovaci provedli členové Horského spolku Karl Beckert a Konrad Henke. V rámci této akce došlo k vyzdobení průčelí kaple, jež bylo obohaceno o nové architektonické prvky – postranní sloupy a přibyla také lavička pro poutníky vytesaná do sousední pískovcové skály. Obnovení kapličky bylo završeno jejím slavnostním vysvěcením 15. srpna 1934. V roce 2006 provedl další renovaci kapličky (na náklady obce Kunratice) člen občanského sdružení Kamil Ešner z Nového Boru.

## Umístění
Zalesněná krajina kolem kaple náleží do Cvikovské pahorkatiny, katastr náleží do Kunratic. Jedna ze značených tras Klubem českých turistů je zelená od Cvikova přes Drnovec a Kunratice u Cvikova. Kaple je od Cvikova 3,5 km, od Kunratic 1,5 km, v nadmořské výšce 347 metrů.
Nedaleko od kaple jsou další pískovcové útvary, skála nazvaná Karlův odpočinek a přírodní památka Dutý kámen. Krajině se dříve říkalo Kunratické Švýcarsko.

## Galerie

Skalní kaple a její okolí
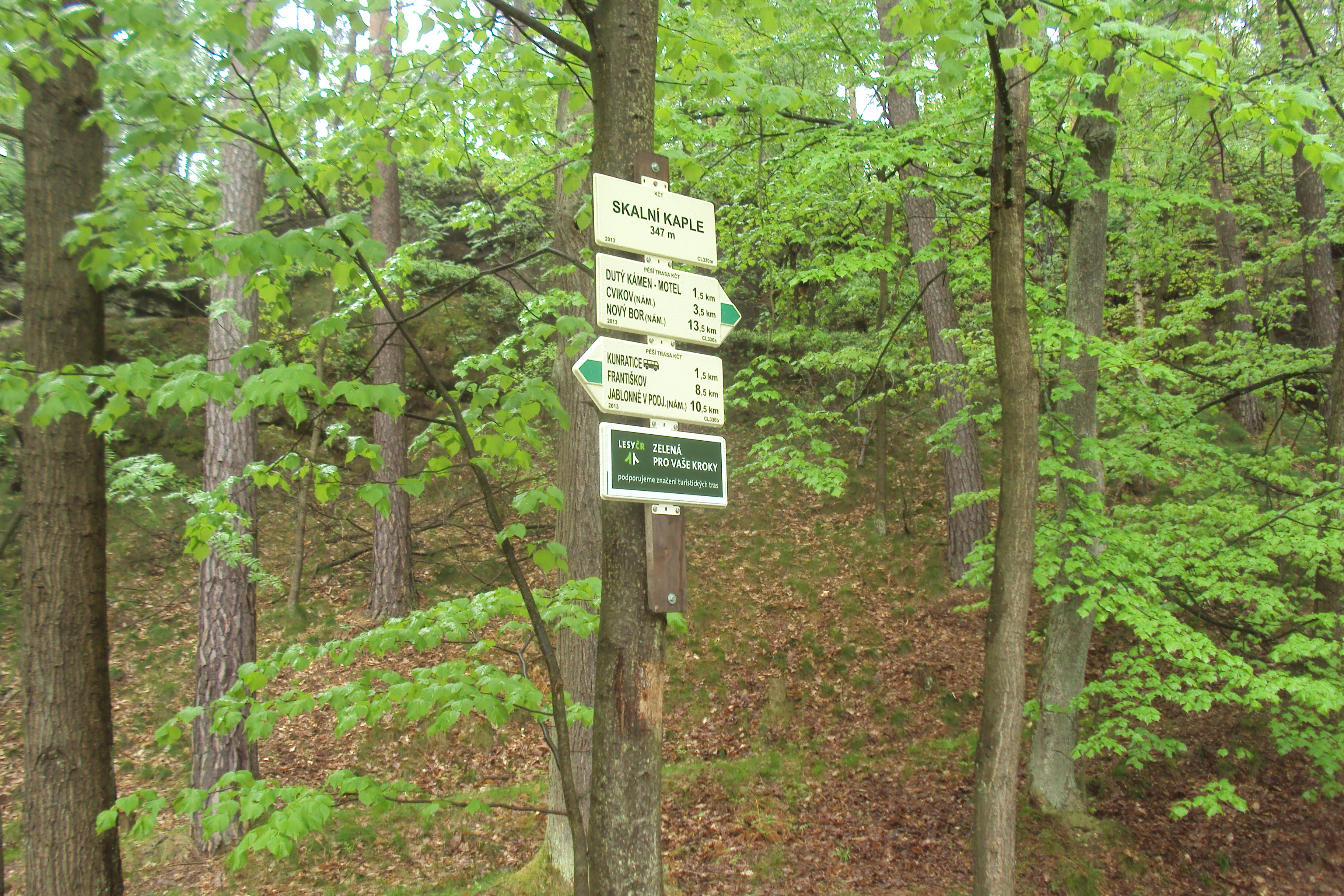
Rozcestník u skalní kaple
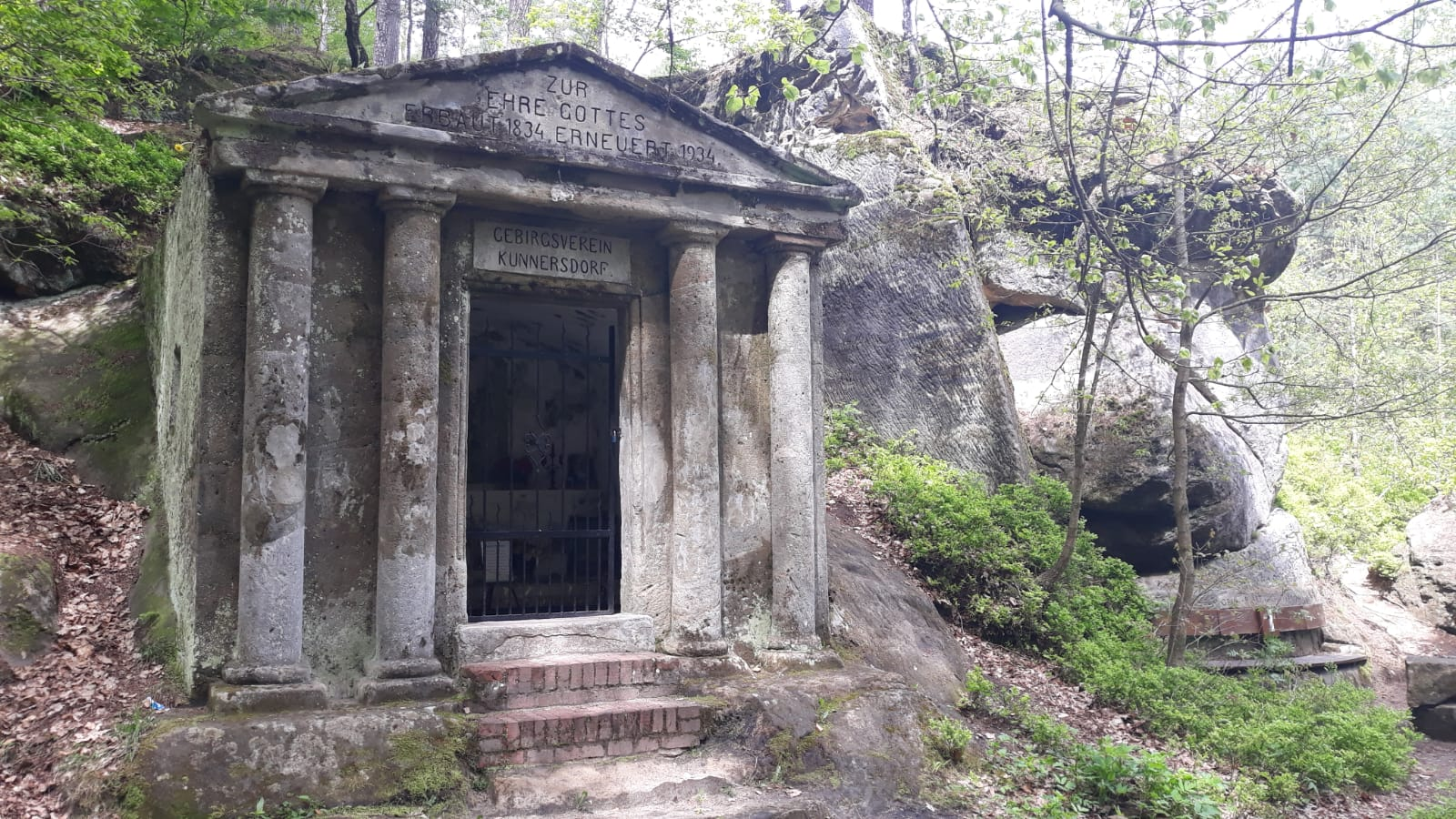
Skalní kaple (jaro 2021)
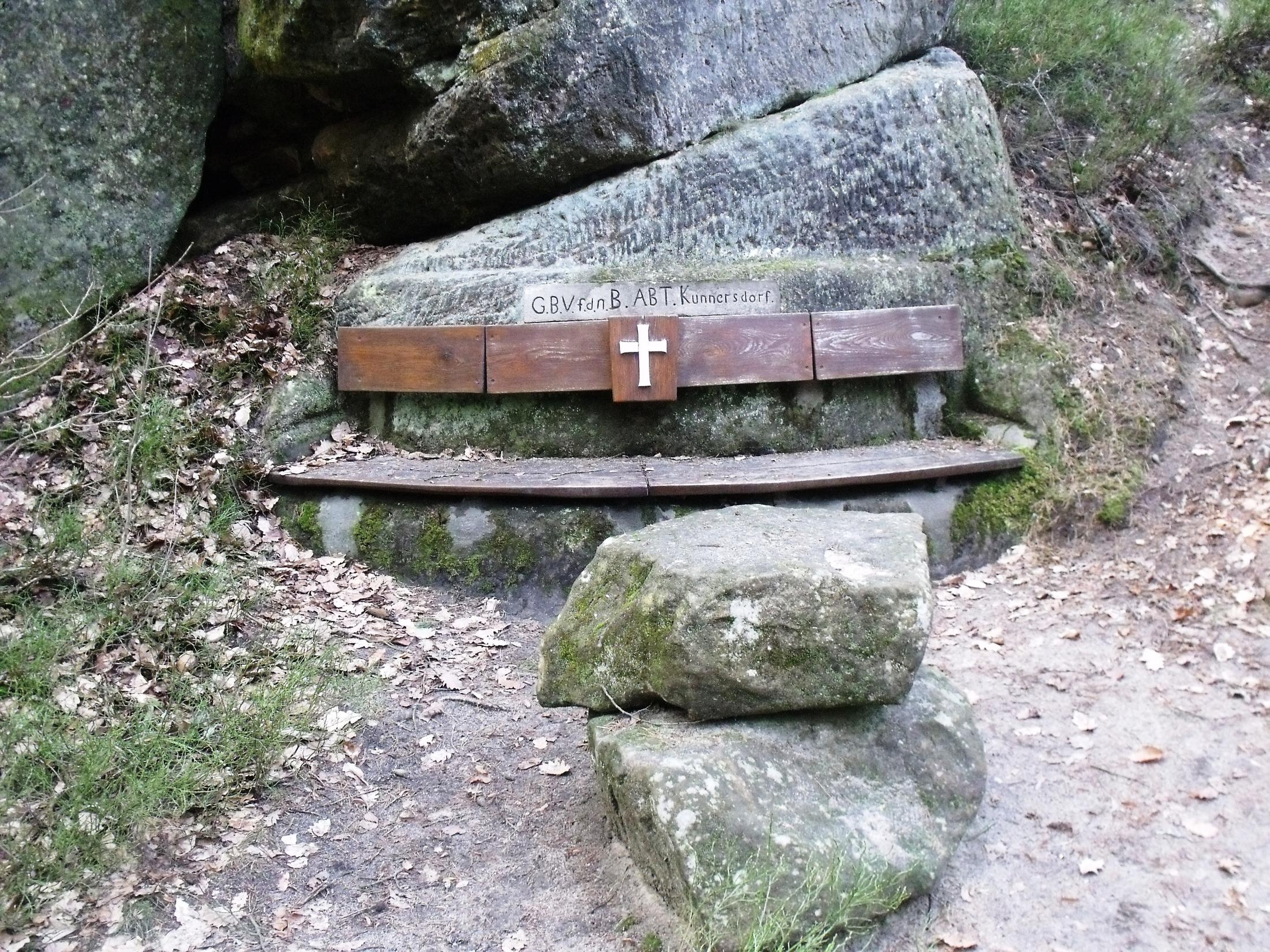
Lavička u skalní kaple (jaro 2021)